# The Flash (jeu vidéo)
Pour l’article homonyme, voir Flash.
The Flash est un jeu vidéo de plates-formes sorti en 1993 sur Master System et Game Boy. Le jeu a été développé par Probe Entertainment et édité par Sega. Il est basé sur le comics Flash.

## Accueil
- Mean Machines : 84 %[1]